# Percée (tactique)
Pour les articles homonymes, voir Percée.
Une percée ou brèche est une tactique militaire qui consiste à lancer une offensive sur un champ de bataille afin de rompre ou de pénétrer dans les défenses ennemies puis à exploiter rapidement la brèche.
Généralement, la percée se caractérise par la concentration de troupes sur un point précis des lignes ennemies. Elle vise à briser les défenses ennemies en un laps de temps très court. 
Dès lors que les défenses ennemies commencent à céder, les unités adjacentes ont tendance à être fragilisées : diffusion d'un mouvement de panique, création de nouveaux points à défendre, risque de rupture avec les renforts et les ravitaillements à l'arrière du dispositif tactique... Bien qu'elle soit concentrée sur un point précis, la percée est, de fait, susceptible d'ébranler l'ensemble des défenses de l'ennemi. Si la percée réussit, les attaquants ont ensuite la possibilité d'exploiter rapidement la brèche, en l'élargissant ou s'y engouffrant vers l'arrière des lignes ennemies.  

## Sources
- Carl von Clausewitz, De la guerre
- Heinz Guderian, Achtung, Panzer!